# Xanthopimpla sparsa
Xanthopimpla sparsa là một loài tò vò trong họ Ichneumonidae.